# Pipers River Road
Die Pipers River Road ist eine Fernstraße im Nordosten des australischen Bundesstaates Tasmanien. Sie verbindet die Lilydale Road (B81) nördlich von Rocherlea mit der Bridport Road (B82) in Pipers River. Dabei verläuft sie entlang des gleichnamigen Flusses.

## Verlauf
Die Straße zweigt ca. 5 km nördlich von Rocherlea von der Lilydale Road nach Norden ab. Von dort führt sie die Siedlungen Turners Marsh und Lower Turners Marsh am Westufer des Pipers River nach Norden, bis sie im gleichnamigen Ort auf die Bridport Road trifft.